# Storie incredibili (serie televisiva 2020)
Storie incredibili (Amazing Stories) è una serie televisiva antologica statunitense ideata da Adam Horowitz e Edward Kitsis per Apple TV+ e basata sull'omonima serie televisiva del 1985 creata da Steven Spielberg. La serie ha debuttato il 6 marzo 2020.

## Episodi
| Stagione       | Episodi | Pubblicazione |
| -------------- | ------- | ------------- |
| Prima stagione | 5       | 2020          |

## Personaggi e interpreti
- Sam Taylor, interpretato da Dylan O'Brien, doppiato da Gabriele Lopez.
- Evelyn Porter, interpretata da Victoria Pedretti, doppiata da Eleonora Reti.
- Jake Taylor, interpretato da Micah Stock, doppiato da Andrea Lavagnino.
- Paula Porter, interpretata da Sasha Alexander, doppiata da Alessandra Korompay.
- William, interpretato da Gabriel Olds.
- Henry Barrett, interpretato da Cullen Douglas, doppiato da Gianni Giuliano.
- Tuka Myrtle Hall, interpretata da Hailey Kilgore, doppiata da Joy Saltarelli.
- Sterling Johnson, interpretata da E'myri Crutchfield, doppiata da Sara Labidi.
- Lee Easton, interpretato da Shane Paul McGhie, doppiato da Mattia Billi.
- Dj Williams, interpretato da Ezana Alem, doppiato da Alessandro Pace.
- Nonna Ida, interpretata da Yvette Freeman, doppiata da Graziella Polesinanti.
- Agente McPherson, interpretata da Deja Dee, doppiata da Doriana Chierici.
- Coach Riley, interpretata da Cherise Boothe, doppiata da Raffaella Castelli.
- Joe Harris, interpretato da Robert Forster, doppiato da Luciano De Ambrosis.
- Dylan Harris, interpretato da Tyler Crumley, doppiato da Valeriano Corini.
- Michael Harris, interpretato da Kyle Bornheimer, doppiato da Pierluigi Astore.
- Helen Harris, interpretata da Alison Bell, doppiata da Francesca Fiorentini.
- Lance, interpretato da Felix Solis, doppiato da Roberto Fidecaro.
- Brady, interpretata da Morgan Gao, doppiata da Teo Achille Caprio.
- Bryce Harris, interpretato da Toby Nichols, doppiato da Emanuele Ruzza.
- Sybil, interpretata da Leander Suleiman.
- Sara Jordan, interpretata da Michelle Wilson, doppiata da Laura Romano.
- Alia Jordan, interpretata da Sasha Lane, doppiata da Mattea Serpelloni.
- Wayne Wilkes, interpretato da Josh Holloway.
- Sig.ra Wilkes, interpretata da Barret Swatek.
- Dott.ssa Mary Koh, interpretata da Linda Park.
- Alexandra, interpretata da Lesa Wilson.
- Tenente Theodore Cole, interpretato da Austin Stowell, doppiato da Alessandro Quarta.
- Bill Kaminski, interpretato da Edward Burns, doppiato da Carlo Petruccetti.
- Mary Ann Whitaker, interpretata da Kerry Bishé, doppiata da Sara Ferranti.
- Elijah Whitaker, interpretato da Duncan Joiner, doppiato da Luca Tesei.
- Nina Bowman, interpretata da Juliana Canfield, doppiata da Maria Grazia Cerullo.
- Milburg, interpretato da Andrew Benator, doppiato da Raffaele Palmieri.
- Pauline, interpretata da Martha B. Knighton, doppiata da Tiziana Bagatella.
- Infermiera Di Pauline, interpretata da Erika Coleman, doppiata da Martina Merenda.
- Capo McClarty, interpretato da Jay DeVon Johnson, doppiato da Gabriele Tacchi.
- Sceriffo Parker, interpretato da Michael Chandler.

## Distribuzione
Storie incredibili ha debuttato il 6 marzo 2020 sulla piattaforma di video on demand Apple TV+, in tutti i paesi in cui il servizio è disponibile.

### Edizione italiana
La direzione del doppiaggio e i dialoghi italiani sono curati da Alessandro Quarta per conto della Dubbing Brothers Int. Italia che si è occupata anche della sonorizzazione.

## Accoglienza

### Critica
Sull'aggregatore di recensioni Rotten Tomatoes la serie riceve il 50% delle recensioni professionali positive, mentre su Metacritic ha un punteggio di 51 su 100 basato su 14 recensioni.